# Tomasz Dziekoński
Tomasz Sylwester Dziekoński, pseud.: Przekora Mnożysław (ur. 29 grudnia 1790 w Łomży; zm. 22 maja 1875 w Warszawie) – literat i pedagog, autor podręczników szkolnych, tłumacz.

## Życiorys
Urodził się w Łomży, jako syn Mateusza i Marianny z Żukowskich. Pierwsze nauki pobierał w tamtejszej szkole pijarskiej, po czym przez 2 lata był nauczycielem prywatnym. W roku 1807 wstąpił do seminarium pijarów w Warszawie (opuścił je w roku 1811), gdzie jednocześnie studiował a także nauczał. Był nauczycielem literatury i języka polskiego, a także języków obcych: łacińskiego, francuskiego i niemieckiego. Uczył też historii i geografii. Pracował w szkołach pijarskich i departamentalnych: rydzyńskiej (1809-1811), toruńskiej (1812-1816), kaliskiej (1816–1823) oraz w Liceum Warszawskim (od 1823), gdzie uczył głównie literatury i języka polskiego. W Kaliszu pisano o nim: ... mąż pełen gruntownych wiadomości z pedagogiki. W latach 1823–1828 był członkiem redakcji rządowego Monitora Warszawskiego. Równocześnie w latach 1825-1833 wykładał pedagogikę w warszawskim Instytucie Guwernantek. W latach 1828–1831 sprawował funkcję rektora w Szkole Praktyczno-Pedagogicznej na Lesznie w Warszawie, gdzie studenci Uniwersytetu Warszawskiego przygotowywali się do wykonywania zawodu nauczyciela. W latach 1836–1839 pełnił funkcję dyrektora Biblioteki Uniwersyteckiej (przemianowanej na Bibliotekę Rządową). 
Ojciec Józefa Bogdana, pisarza i literata z grupy cyganerii warszawskiej. Spoczywa na cmentarzu Powązkowskim w Warszawie (kwatera 25, rząd 2, grób 28).

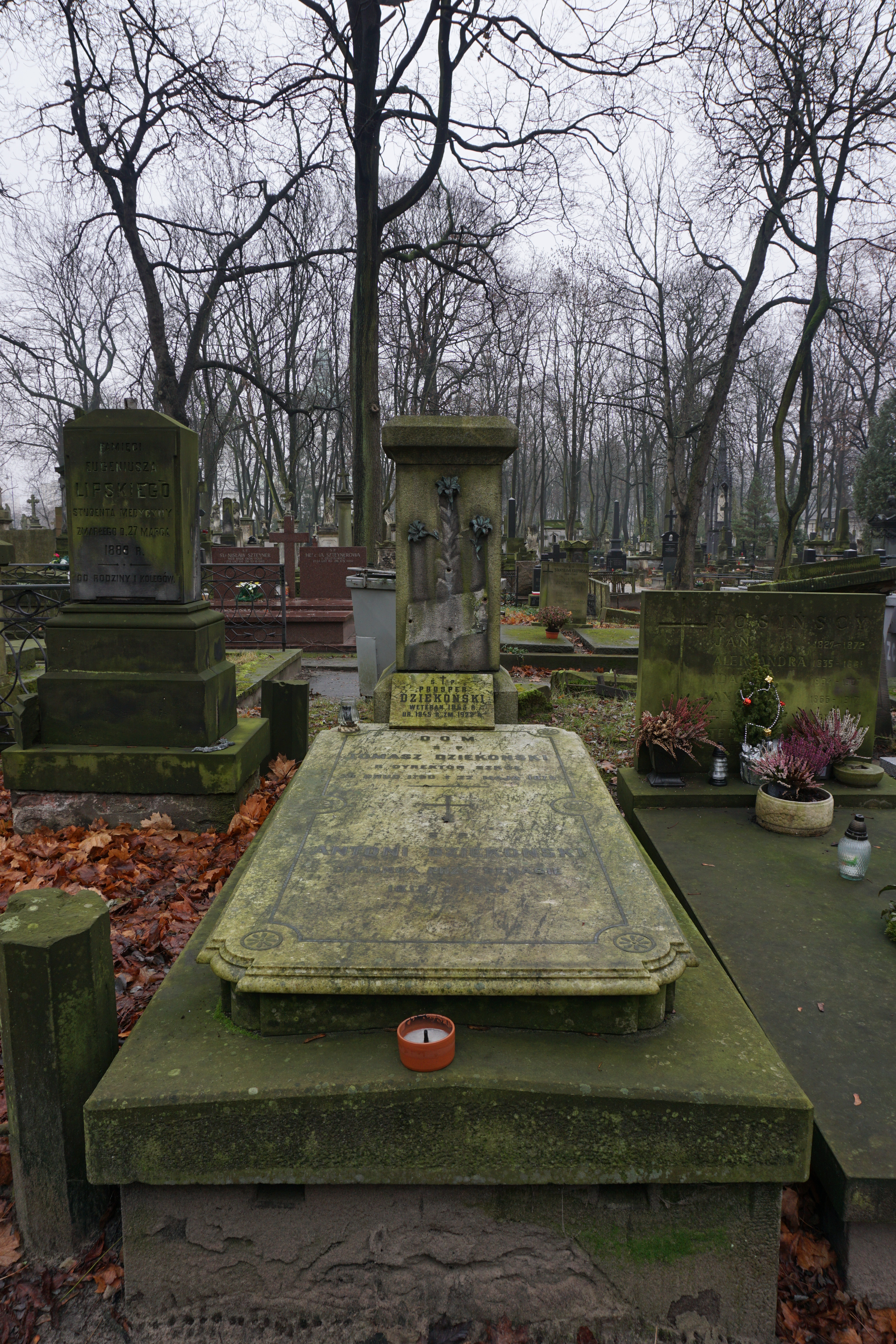
Grób Józefa Piusa i Tomasza Dziekońskiego na cmentarzu Powązkowskim

## Twórczość
Napisał, przetłumaczył i opracował między innymi

### Ważniejsze dzieła (chronologicznie)
- O pierwiastkowym wychowaniu i przysposobieniu do szkół dzieci i o korzyściach publicznej edukacji, "Na popis publ. uczniów szkoły woj. kaliskiej...", Kalisz 1819
- Początki jeografii według obecnego stanu ziemi ułożone, Warszawa 1824
- Rozprawa obejmująca ogólny rys historii retoryki w Polsce[6], "Na popis publ. uczniów Warsz. Liceum...", Warszawa 1825
- O wychowaniu dzieci ze szczególniejszem do płci żeńskiej zastosowaniem[7], Warszawa 1828
- Rzut oka na postęp wyobrażeń moralnych od najdawniejszych czasów, "Na popis publ. uczniów Warsz. Liceum...", Warszawa 1828
- Trzy listy o obowiązkach guwernantek, wyd. zobacz: Ważniejsze przekłady
- Nauka moralna o powinnościach względem bliźniego, ułożona dla użytku klas wyższych szkół wojewódzkich, cz. 1, cz. 2, cz. 3, Warszawa 1831; wyd. następne: Warszawa 1838
- Powody, jakie skłoniły do uzupełnienia przepisów karności szkolnej z dodaniem instrukcji dla tejże zwierzchności, tudzież przepisów dla uczniów, Warszawa 1835[8] (tekst polski i francuski: 2 edycje); także z tekstem polskim i rosyjskim (3 edycje): brak miejsca i roku wydania; (J. Kucharzewski kwestionuje autorstwo Dziekońskiego)
- Życie Napoleona podług najlepszych źródeł[9][10], T. 1-2, Warszawa 1841
- Życie marszałków francuskich z czasów Napoleona: z rycinami rytemi przez najpierwszych artystów francuskich podług oryginalnych obrazów z Galerii Wersalskiej, Warszawa 1841
- Wypisy polskie do użytku uczniów klasy pierwszej, Warszawa 1841; wyd. następne: Warszawa 1845
- Wypisy polskie do użytku uczniów klasy drugiej, Warszawa 1842; wyd. następne: Warszawa 1845
- Obraz świata pod względem geografii, statystyki i historii wszystkich krajów, skreślony podług najlepszych źródeł[11][12], T. 1-2, Warszawa 1843; wyd. 2 oprac. P. E. Leśniewski, Warszawa 1851-1852
- Powieści starego nauczyciela dla swoich młodych przyjaciół... przez T. Dziekońskiego, Warszawa 1843; wyd. następne: Warszawa 1850; Warszawa 1880; Warszawa 1884
- Historia Francji podług najlepszych źródeł ułożona przez T. Dziekońskiego, T. 1, T. 2, Warszawa 1843-1845
- Historia Anglii podług najlepszych źródeł ułożona, T. 1, T. 2, Warszawa 1845-1847
- Wiązanie dla moich wnuków. Pierwiastki czytania jako zachęta do nauki, Warszawa 1850; wyd. następne: Warszawa 1853; Warszawa 1874
- Historia Hiszpanii podług najlepszych źródeł ułożona, T. 1, T. 2, Warszawa 1850-1852
- Wspomnienie o Józefie Kossakowskim, pułkowniku wojsk litewskich i wielkim łowczym litewskim[13], brak miejsca wydania 1861
- Rozmowy dziadka z wnukami, T. 1, Warszawa 1862.

### Ważniejsze przekłady dzieł
- J. L. H. Campan: Rys moralności obejmujący przestrogi dla kończących edukacją panien nader użyteczne. Wyjątek z dzieła J. Kampan o wychowaniu kobiet, z dołączeniem trzech listów o obowiązkach guwernantek, Warszawa 1828
- A. R. Lesage: Gil Blas z Santillany, Cz. 1-3, Warszawa 1853, Skarbiec Arcydzieł
- E. Braconnier: Geografia na tle historycznym osnowana, czyli rys geografii w połączeniu z historią. Przekład z francuskiego wydania z r. 1843, w 2 częściach, a 4 tomach, Warszawa 1857
- W. F. A. Zimmermann: Dziwy świata pierwotnego, czyli kolebka wszechświata. Historia popularna stworzenia i kształcenia się powierzchni kuli ziemskiej z jej roślinami i mieszkańcami od początku aż do czasów obecnych, Warszawa 1857; wyd. 2 Warszawa 1872
- A. Smith: Budowa nieba, czyli astronomia popularna... spolszczona, Warszawa 1857
- T. M. J. Gousset: Teologia moralna dla użytku plebanów i spowiedników, tłumaczona z wydania ósmego francuskiego, T. 1-4, Warszawa 1858 (T. Dziekoński był jednym z 2 tłumaczy)
- Teodor Mommsen: Historia rzymska, T. 1-4, Warszawa 1867.

### Prace edytorskie
- C. Stein: Geografia matematyczna, fizyczna, a osobliwie polityczna według zbioru dla użytku młodzi polskiej ułożona, na nowo przejrzana i stosownie do najnowszych odmian poprawiona, Wrocław 1823.

### Inne materiały
- "Autobiografia", Kurier Codzienny 1875, nr 110.